# كانغا أكالي

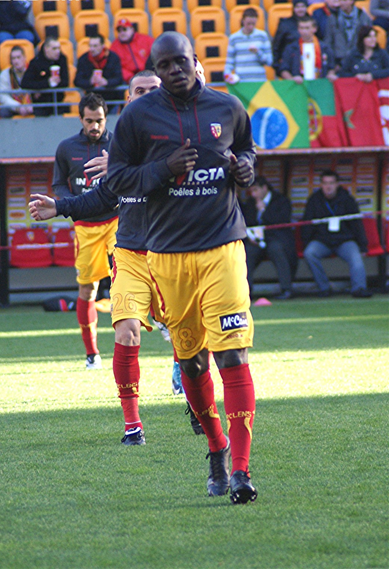
كانغا أكالي

كانغا أكالي (بالفرنسية: Kanga Akalé)‏ (مواليد 7 مارس 1981 في أبيجان - ساحل العاج) لاعب كرة قدم عاجي يلعب حاليا لصالح نادي الدرجة الأولى لنس الفرنسي منذ 2007 في مركز الجناح كما يجيد اللعب في مركز المهاجم.

## مسيرته الكروية
لعب كانغا أكالي خلال مسيرته الاحترافية مع 10 أندية في تسعة عشر موسمًا وسجل خلالها 46 هدفًا ضمن 363 مباراة. حيث فاز في ثلاثة مواسم بالكأس وفي موسم واحد بالدوري.
خاض كانغا أكالي مسيرته مع ستيلا أبيدجان ما بين عامي 1998 و1999 لمدة موسم واحد، مشاركًا في 17 مباراة سجل خلالها 6 أهداف. ثم انتقل إلى نادي سيون في موسم 1998–99 لمدة موسم واحد، حيث شارك في 25 مباراة سجل خلالها 6 أهداف أيضًا. لينتقل بعدها إلى نادي زيورخ في موسم 1999–00 ليلعب معه أربعة مواسم، مشاركًا في 67 مباراة سجل خلالها 8 أهداف. ثم انتقل إلى نادي أوكسير في موسم 2002–03 ليلعب معه خمسة مواسم، مشاركًا في 127 مباراة سجل خلالها 20 هدف. هذا وانتقل لاحقًا إلى نادي أولمبيك مارسيليا في موسم 2007–08 لمدة موسم واحد، مشاركًا في 19 مباراة سجل خلالها هدفًا واحدًا. ثم انتقل بعدها إلى نادي ريكرياتيفو في موسم 2008–09 لمدة موسم واحد، مشاركًا في 26 مباراة ولم يسجل أي هدف. ليعود وينتقل من جديد، لكن هذه المرة إلى نادي لانس في موسم 2009–10 ولمدة موسمين، مشاركًا في 67 مباراة سجل خلالها 5 أهداف. لينتقل بعدها إلى نادي بانيتوليكوس في موسم 2011–12 لمدة موسم واحد، مشاركًا في 9 مباريات ولم يسجل أي هدف. ثم لعب في نادي أرليه أفينيون في موسم 2012–13 لمدة موسم واحد، مشاركًا في 4 مباريات ولم يسجل أي هدف أيضًا.

## روابط خارجية
- كانغا أكالي على موقع رابطة كرة القدم الفرنسية للمحترفين (الإنجليزية)
- كانغا أكالي على موقع قاعدة بيانات كرة القدم.إي يو (الإنجليزية)
- كانغا أكالي على موقع ليكيب (الفرنسية)
- كانغا أكالي على موقع ناشيونال فوتبول تيمز (الإنجليزية)
- كانغا أكالي على موقع عالم كرة القدم.نت (الإنجليزية)